# تالمست (آيت عطا)
تالمست هو دُوَّار يقع بجماعة زاوية أحنصال، إقليم أزيلال، جهة بني ملال خنيفرة في المملكة المغربية. ينتمي الدوّار لمشيخة آيت عطا التي تضم 6 دواوير. يقدر عدد سكانه بـ 1276 نسمة حسب الإحصاء الرسمي للسكان والسكنى لسنة 2004.

## روابط خارجية
- البوابة الوطنية للجماعات الترابية نسخة محفوظة 12 مارس 2018 على موقع واي باك مشين.
- المندوبية السامية للتخطيط